# گوتون
گوتون (به آلمانی: Gotthun) یک شهر در آلمان است که در Mecklenburgische Seenplatte District واقع شده‌است. گوتون ۲۹۹ نفر جمعیت دارد.